# Weirton
Weirton ist eine City innerhalb der Counties Hancock und Brooke im Norden des US-amerikanischen Bundesstaates West Virginia. Weirton wurde 1947 gegründet. Die Einwohnerzahl beträgt 19.163 (Stand: Volkszählung 2020).

## Geografie
Weirton befindet sich im äußersten Norden von West Virginia. Sie erstreckt sich von der Grenze zu Ohio im Westen bis zur Grenze zu Pennsylvania im Osten an einem Punkt, an dem die nördliche Ausdehnung von West Virginia fünf Meilen breit ist. Damit ist sie eine von nur drei Städten in den Vereinigten Staaten, die auf zwei Seiten an zwei andere Staaten und auf den anderen beiden Seiten an den eigenen Staat grenzt.
Weirton liegt auf der anderen Seite des Ohio River gegenüber von Steubenville, Ohio, und etwa 35 Meilen (ca. 56 km) westlich von Pittsburgh, Pennsylvania, an der U.S. Route 22. Der internationale Flughafen von Pittsburgh ist weniger als 30 Meilen (ca. 48 km) entfernt. Über die Veterans Memorial Bridge ist Weirton mit Ohio verbunden.

## Geschichte
Das kleine Dorf namens Holliday's Cove – das heute den größten Teil der Innenstadt von Weirton ausmacht – wurde 1793 gegründet. 1909 kam Ernest T. Weir aus dem benachbarten Pittsburgh und errichtete nördlich von Holliday's Cove ein Stahlwerk, das später unter dem Namen Weirton Steel Corporation bekannt wurde. Um das Werk herum wuchs eine nicht eingetragene Siedlung namens Weirton heran, die 1940 die größte gemeindefreie Stadt in den Vereinigten Staaten sein sollte. Zu diesem Zeitpunkt waren auch Hollidays Cove und zwei weitere Siedlungen, Weirton Heights und Marland Heights, die, wie ihre Namen vermuten lassen, auf Hügeln oder Bergrücken rund um das Gebiet lagen, gegründet worden. Am 1. Juli 1947 fusionierten alle diese Gebiete – Hollidays Cove, Marland Heights, Weirton Heights und das nicht eingemeindete Weirton – und bildeten die Stadt Weirton in ihrer heutigen Form. Thomas E. Millsop, der Leiter der Weirton Steel Division des anderen Ernest T. Weir-Unternehmens, der National Steel Corporation, wurde zum ersten Bürgermeister der Stadt gewählt.
Die Stahlindustrie beschäftigte einst 12.000 Menschen, erlebte mit der Zeit allerdings einen Niedergang. 2005 wurde Weirton Steel von Mittal Steel übernommen. Heute sind nur noch wenige Personen in der Stahlindustrie beschäftigt. Dies führte auch zu einem Rückgang der Bevölkerung. Heute versucht Weirton sich als Schlafstadt von Pittsburgh zu vermarkten und nutzt die Nähe zum Pittsburgh International Airport und der Interstate 70. Der Bevölkerungsrückgang war dadurch weniger stark als in vielen Orten West Virginias.

## Demografie
Nach einer Schätzung von 2019 leben in Weirton 18.266 Menschen. Die Bevölkerung teilt sich im selben Jahr auf in 93,4 % Weiße, 2,8 % Afroamerikaner, 0,6 % Asiaten, 0,3 % Ozeanier und 2,8 % mit zwei oder mehr Ethnizitäten. Hispanics oder Latinos aller Ethnien machten 1,6 % der Bevölkerung aus. Das mittlere Haushaltseinkommen lag bei 49.496 US-Dollar und die Armutsquote bei 13,3 %.
| Jahr | Einwohner¹ |
| ---- | ---------- |
| 1950 | 24.005     |
| 1960 | 28.201     |
| 1970 | 27.131     |
| 1980 | 24.736     |
| 1990 | 22.124     |
| 2000 | 20.411     |
| 2010 | 19.746     |
| 2020 | 19.163     |

¹ 1950 – 2020: Volkszählungsergebnisse

## Söhne und Töchter der Stadt
- Jerry Hausman (* 1946), Wirtschaftswissenschaftler